# Södertälje (Gemeinde)
Koordinaten: 59° 12′ N, 17° 38′ O

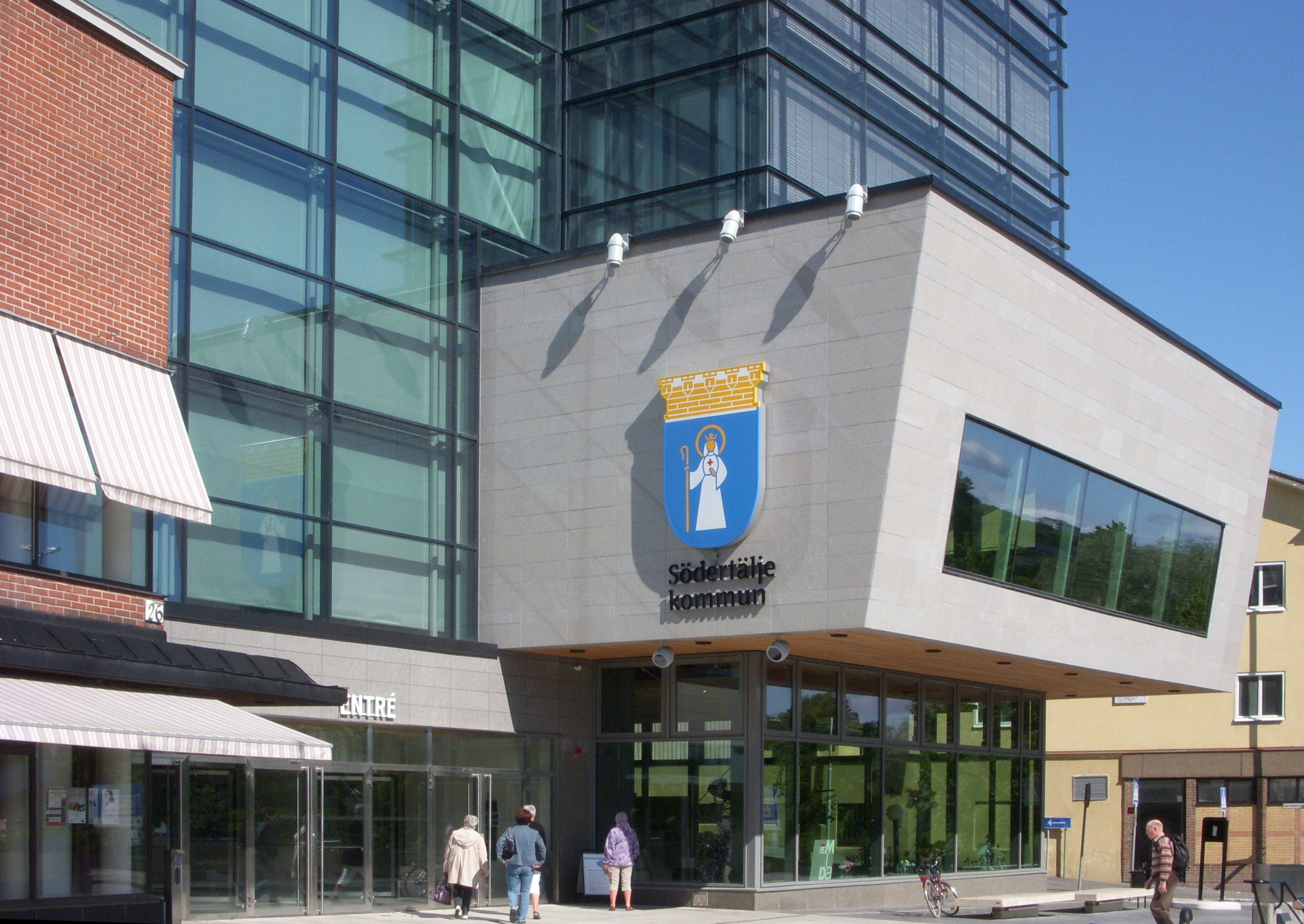
Södertälje stadshus, Sitz der Gemeindeverwaltung

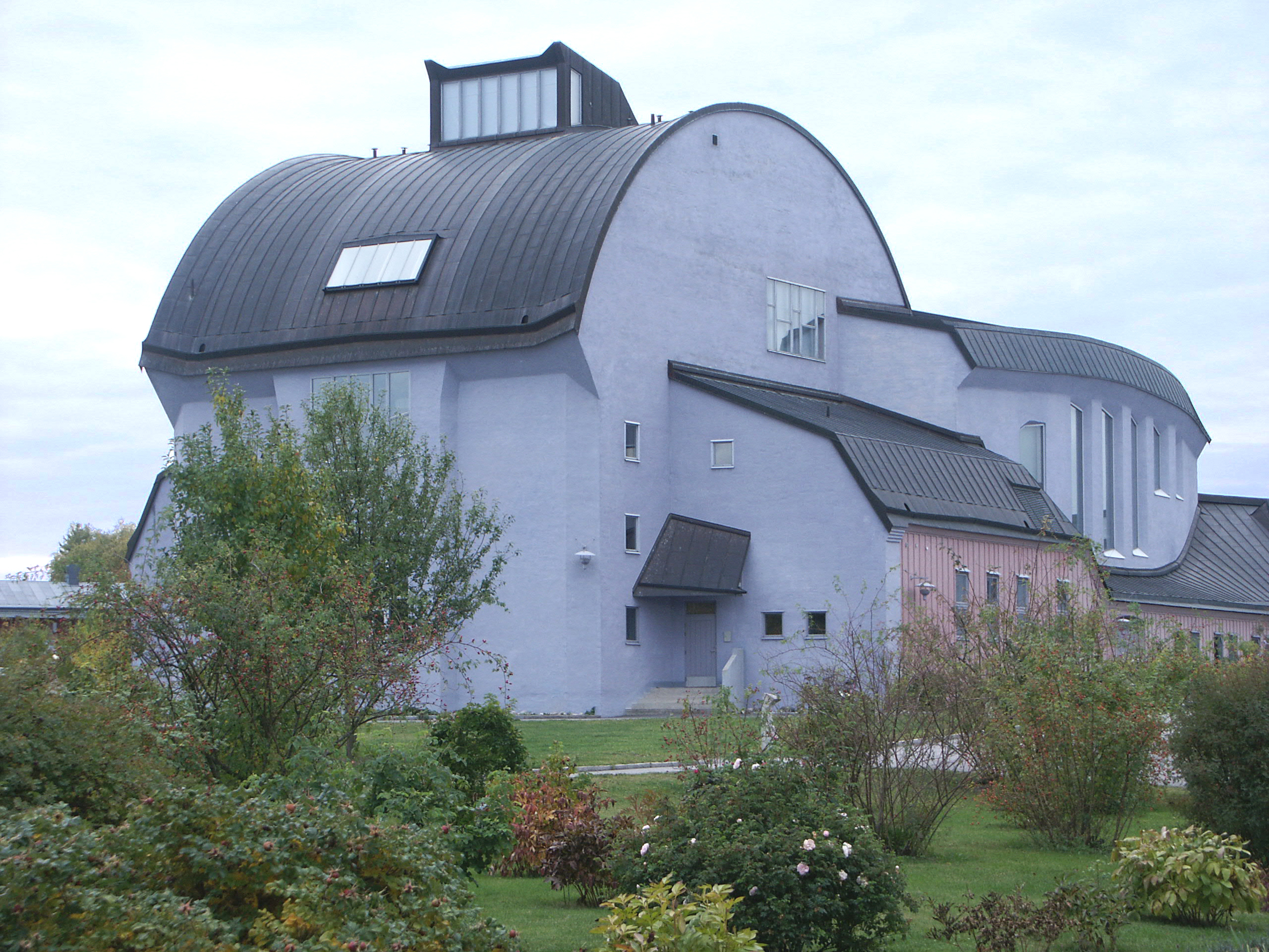
Kulturhuset in Ytterjärna

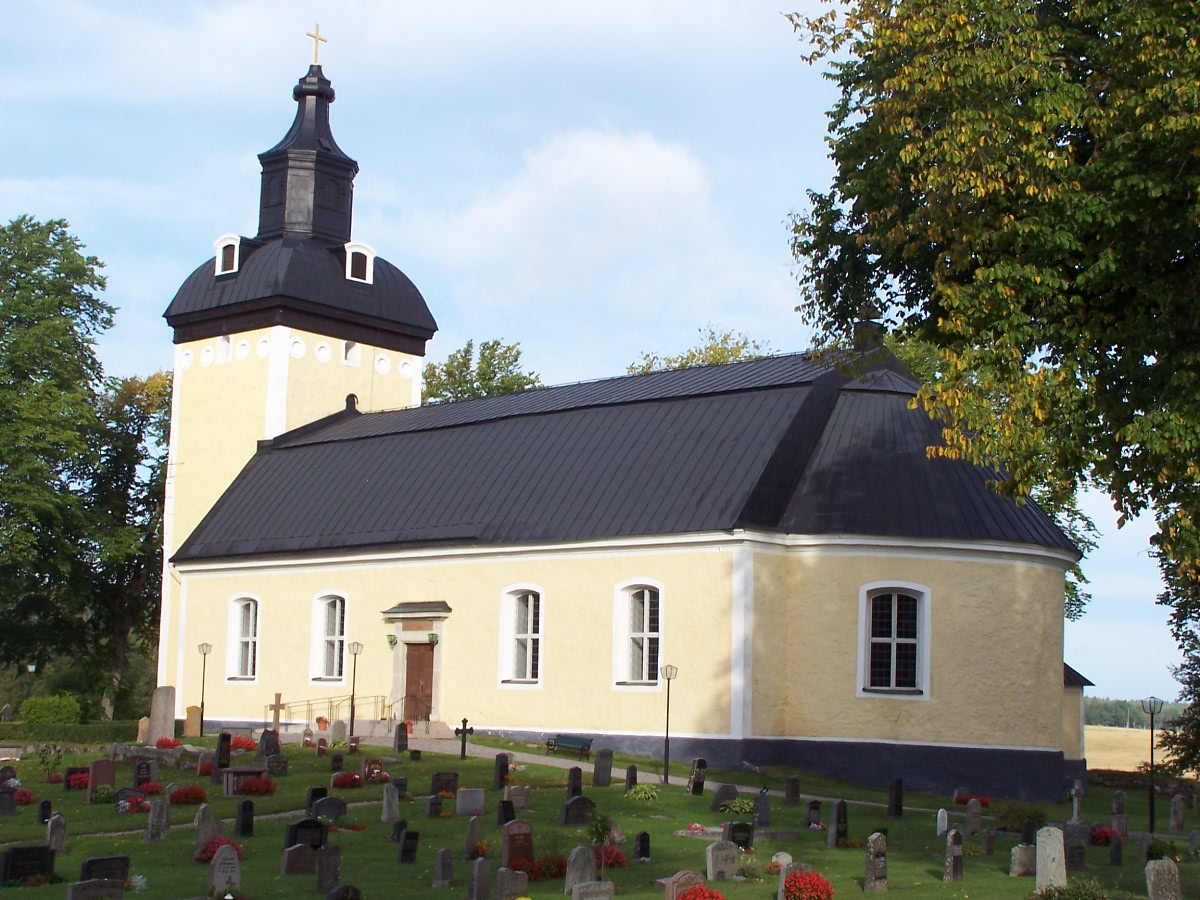
Kirche in Hölö

Die Gemeinde Södertälje [søːdəˈʈɛljə] (schwedisch Södertälje kommun) ist eine südwestlich der Hauptstadt Stockholm in der Provinz Stockholms län gelegene Gemeinde in Schweden. Hauptort der Gemeinde ist die Stadt Södertälje. Ortschaften in der Gemeinde sind (von Nord nach Süd) Enhörna, Järna, Vårdinge und Hölö/Mörkö.

## Bevölkerung
Ungefähr 36 % der Einwohner sind außerhalb von Schweden geboren oder haben Eltern, die außerhalb Schwedens geboren wurden. Hiervon haben ungefähr ein Drittel nichtschwedische Staatsangehörigkeit.
Die größte Bevölkerungsgruppe mit ausländischem Hintergrund sind etwa 22.000 Suryoye (auch bekannt als Aramäer, Assyrer oder Chaldäer) aus der Türkei, Syrien, dem Irak und dem Libanon. Die meisten von ihnen gehören der Syrisch-Orthodoxen Kirche an. Die zweitgrößte Gruppe mit 8.000 Menschen stellen Finnen und Finnlandschweden. Die drittgrößte Gruppe besteht aus rund 1.000 Deutschen. Andere vertretene Nationalitäten sind Chilenen, Jugoslawen (je rund 800 Personen) und Norweger (500), sowie ungefähr 4000 Menschen anderer Herkunft.

## Wirtschaft
Die 14 größten Arbeitgeber in der Gemeinde Södertälje waren 2004:
- Pharmakonzern AstraZeneca (7.700 Angestellte)
- Nutzfahrzeughersteller Scania CV AB (6.000)
- Verwaltung der Gemeinde Södertälje (5.000)
- Städtisches Krankenhaus (1.350)
- Foria AB (800)
- SAAB Automobile Powertrain (570)
- Scania Infomate (310)
- Scania Parts Logistics AB (260)
- Kriminalvårdsstyrelsen (250)
- Posten (250)
- Cerealia Foods AB (250)
- Sv Volkswagen AB (240)
- Scania-Bilar i Stockholm AB (220)
- Fläkt Woods AB (210)

## Partnerstädte
Södertälje unterhält Städtepartnerschaften mit
- Sarpsborg
- Struer
- Forssa
- Pärnu
- Angers

## Persönlichkeiten
- Olof Åhlström (1756–1835), Komponist (geboren in Vårdinge)
- Frederik Adolf Kjellin (1872–1910), Chemiker (geboren in Vårdinge)
- Karin Molander (1889–1978), Schauspielerin (geboren in Vårdinge)
- Rudolf Petersson (1896–1970), Comic-Zeichner (gestorben in Enhörna)
- Olle Hellbom (1925–1982), Film-Regisseur (geboren in Mörkö)
- Erik Skoglund (* 1991), Boxer (geboren in Vårdinge)

Weitere Liste: Geboren in Järna.